# Walid Ben Hassine
Pour les articles homonymes, voir Hassine.
Walid Ben Hassine, né le 16 mars 1982 à Gabès, est un footballeur tunisien.
Il joue actuellement au poste de gardien de but à la Jeunesse sportive kairouanaise (JSK).
Dès son plus jeune âge, Ben Hassine intègre les écoles de l'équipe de sa cité natale, le Stade gabésien où il est formé comme gardien de but. Alors qu'il intègre l'équipe espoirs en 2001, il décide de quitter son club formateur pour intégrer un grand club national : le Club sportif sfaxien. Une fois promu dans l'équipe des seniors, le joueur signe en 2003 avec le club d'El Makarem de Mahdia.

## Clubs
- 1995-2001 : Stade gabésien
- 2001-2004 : Club sportif sfaxien
- 2004-2005 : El Makarem de Mahdia
- 2005-2006 : Club sportif sfaxien
- 2006-2007 : El Gawafel sportives de Gafsa
- 2007-2008 : Avenir sportif de Kasserine
- 2008-2009 : Jeunesse sportive kairouanaise